# Asian Open 1993
L'Asian Open 1993 è stato un torneo di tennis giocato sul sintetico indoor. È stata la 2ª edizione del torneo, che fa parte della categoria Tier III nell'ambito del WTA Tour 1993. Si è giocato all'Amagasaki Memorial Sports Centre di Osaka in Giappone dall'8 al 14 febbraio 1993.

## Campionesse

### Singolare
Jana Novotná ha battuto in finale  Kimiko Date con il punteggio di 6–3, 6–2

### Doppio
Jana Novotná /  Larisa Neiland hanno battuto in finale  Magdalena Maleeva /  Manuela Maleeva-Fragniere con il punteggio di 6–1, 6–3